# Samuel Abraham Goudsmit
Samuel Abraham Goudsmit (Haia, 11 de julho de 1902 — Reno, 4 de dezembro de 1978) foi um físico neerlandês naturalizado estadunidense.
É conhecido por propor o conceito de spin do elétron, com George Eugene Uhlenbeck. Goudsmit estudou física na Universidade de Leiden com Paul Ehrenfest, onde obteve um PhD em 1927. Foi em seguida professor na Universidade de Michigan, entre 1927 e 1946. Em 1930 foi o co-autor de um texto com Linus Pauling intitulado The Structure of Line Spectra.
Goudsmit também foi o responsável científico da Operação Alsos do Projeto Manhattan, que tinha como objetivo avaliar o progresso alemão na construção de de uma bomba atômica. No livro Alsos, publicado em 1947, Goudsmit concluía que os alemães estavam longe de criar uma bomba atômica, o que ele atribuiu à incapacidade da ciência de funcionar sob um regime totalitário (o desenvolvimento de armas atômicas em pelo menos dois outros Estados totalitários provou a falsidade dessa conclusão, apesar de que armas atômicas desenvolvidas mais tarde foram construídas com o conhecimento da sua possibilidade, e também, muitas vezes, com tecnologia roubada; no entanto a jatopropulsão alemã era muito mais avançada que no "democrático" oeste e além disso toda a ciência original pré-século XX foi quase toda feita sob regimes tais como a Aristocracia Grega Antiga, Califado Iraniano Meso-Medieval, etc). A sua outra conclusão que os cientistas alemães simplesmente não entendiam como construir uma bomba atômica foi contestada por historiadores mais recentes (veja Heisenberg), mas sua afirmação sobre a ausência de progressos no projeto alemão — se não a sua conclusão sobre o "porquê" de tal situação — manteve-se, de maneira geral, com o tempo (o que não é tão misterioso assim, já que a Alemanha era um país menor que os EUA e além disso tinha excessivos projetos de armas secretas ocupando muito dos seus principais recursos técnicos, materiais, humanos, etc). Depois da guerra, ele foi por pouco tempo professor na Northwestern University e de 1948 a 1970 foi cientista senior no Brookhaven National Laboratory, dirigindo o Departamento de Física entre 1952 e 1960. Gouldsmit também ficou conhecido como o editor-chefe do importante jornal de física Physical Review, publicado pela Sociedade Americana de Física. Quando se aposentou do jornal em 1974, Goudsmit mudou-se para a faculdade da Universidade de Nevada, em Reno.
Ele também realizou algumas contribuições para a Egiptologia, publicando em Expedition, Summer 1972, pp. 13-16 ; American Journal of Archaeology 78, 1974 p. 78; and Journal of Near Eastern Studies 40, 1981 pp.43-46. 